# Johannes Engelfriet
Johannes (Jojo) Engelfriet (Nijmegen, 27 januari 1908 – Wassenaar, 1 augustus 1981) was een Nederlandse actuaris en directeur van een levensverzekeringmaatschappij die een belangrijke rol heeft gespeeld in de geschiedenis van de computer in Nederland.
Hij was zoon van onderwijzer Johannes Engelfriet en Johanna Maria Nell. Hij was getrouwd met Maria Antonia Broekhuijsen en Emeli Renee Schram. Hij was ridder in de Orde van de Nederlandse Leeuw.
Engelfriet studeerde wis- en natuurkunde aan de Rijksuniversiteit Leiden en promoveerde daar in 1933. Daarna trad hij in dienst bij de Levensverzekering Maatschappij Arnhem, waar hij uiteindelijk directeur werd. Na de fusie met de Nillmij in 1952 werd hij uiteindelijk president-directeur. Hier nam hij het initiatief tot automatisering, hetgeen in 1956 leidde tot de oprichting van Electrologica, een bedrijf dat voor de Nillmij in 1958 de eerste X1 bouwde. Tot aan de verkoop van Electrologica aan Philips in 1966 bemoeide Engelfriet zich intensief met dit bedrijf, met name met de softwareafdeling , die tot 1965 in het gebouw van de Nillmij gevestigd was. 
Hij maakte jarenlang deel uit van de raad van bestuur en raad van commissarissen van ENNIA. 
Daarnaast was Engelfriet van 1948 tot 1978 bijzonder en later buitengewoon hoogleraar in de actuariële wetenschappen aan de Universiteit van Amsterdam en lid van Nederlandse en internationale organisaties. Hij speelde daardoor een belangrijke rol in de ontwikkeling van het vakgebied.
Arnoud Engelfriet, eveneens wiskundige is verre familie van Johannes Engelfriet. 